# Edmond Jaspar
Pour les articles homonymes, voir Jaspar.
 (juillet 2017).
Si vous disposez d'ouvrages ou d'articles de référence ou si vous connaissez des sites web de qualité traitant du thème abordé ici, merci de compléter l'article en donnant les références utiles à sa vérifiabilité et en les liant à la section « Notes et références ».
Edmond Pierre Henri Jaspar, né à Ath (Belgique) le 27 juillet 1834, mort à Bon-Secours (Belgique) le 17 mai 1919, est un prélat né en Belgique ayant exercé son ministère en France.
Prêtre, il est chanoine d'honneur de la Métropole de Cambrai (Nord), chanoine de la Basilique du Saint-Sépulcre, doyen de Saint-Jacques à Douai (Nord), et prélat de la Maison de Sa Sainteté le Pape Pie X.